# Vitali Mossov
Vitali Viktorovitch Mossov (en russe : Виталий Викторович Мосов) est un joueur russe de volley-ball né le 11 juin 1983. Il mesure 2,08 m et joue central. Il totalise 194 sélections en équipe de Russie.

## Clubs
| Club                               | De        | À         |
| ---------------------------------- | --------- | --------- |
| Lokomotiv-Izoumroud Iekaterinbourg | 2009-2010 | 2009-2010 |
| Dynamo-Yantar Kaliningrad          | 2010-2011 | 2010-2011 |
| Iskra Odintsovo                    | 2011-2012 | 2011-2012 |
| Fakel Novy Ourengoï                | 2012-2013 | ...       |

## Palmarès
Néant.